# کریستینه لازر
کریستینه لازر (آلمانی: Christine Laser؛ زادهٔ ۱۵ مارس ۱۹۵۱) ورزشکار دو و میدانی اهل آلمان است.
وی در مسابقات کشوری و بین‌المللی در مجموع برندهٔ ۱ مدال نقره شده‌است.